# بيدرو إرالا
بيدرو إرالا (بالإسبانية: Pedro Richard Irala) هو لاعب كرة قدم ومدرب كرة قدم باراغواياني في مركز الوسط، ولد في 14 أبريل 1979 في فيرناندو دي لا مورا في باراغواي. شارك مع منتخب باراغواي لكرة القدم. أما مع النوادي، فقد لعب مع أوليمبياكوس فولو وديفنسا خوستيكا وسبورتيفو لوكوينو وسيرو بورتينيو ونادي دانوبيو ونادي غواراني.

## وصلات خارجية
- بيدرو إرالا على موقع إي إس بي إن إف سي (الإنجليزية)
- بيدرو إرالا على موقع قاعدة بيانات كرة القدم.إي يو (الإنجليزية)
- بيدرو إرالا على موقع ناشيونال فوتبول تيمز (الإنجليزية)
- بيدرو إرالا على موقع Soccerway.com (الإنجليزية)